# Linia kolejowa E 20
Linia kolejowa E 20 (ciąg transportowy: Kunowice – Poznań – Warszawa – Terespol) – część II Paneuropejskiego Korytarza Transportowego Zachód – Wschód łączącego Berlin z Moskwą. Polski odcinek tego ciągu komunikacyjnego, o długości ok. 700 km, przebiega przez obszary Wielkopolski, Mazowsza i Podlasia. Są to głównie linia kolejowa nr 3 (Kunowice – Warszawa Zachodnia) oraz linia kolejowa nr 2 (Warszawa Zachodnia – Terespol).
Linia jest w całości 2-torowa i zelektryfikowana, a w dużej części przystosowana do prędkości 160 km/h. Przebiega przez województwa: lubuskie, wielkopolskie, łódzkie, mazowieckie oraz lubelskie.